# Vila Josefa Filipa
Vila Josefa Filipa je rodinný dům, který stojí v Praze 5-Hlubočepích ve vilové čtvrti Barrandov v ulici Barrandovská v její východní části.

## Historie
V letech 1929–1930 si manželé Josef a Ludmila Filipovi na Barrandově postavili vilu podle návrhu architekta Aloise Houby. K roku 1937 zde měl adresu bratr Josefa Oldřich Filip a jeho manželka Jitka.
Josef Filip se s Václavem M. Havlem přátelil již od dob studií na obchodní škole. Později se v Národní bance stal ředitelem devizového oddělení. Pro jeho činnost v zednářské lóži jej roku 1944 zatklo gestapo. Byl také aktivní v odboji, což zůstalo utajeno. V prosinci téhož roku při jeho návštěvě v Petschkově paláci byla zadržena také jeho žena a jejich dvě dcery zůstaly až do konce války ve vile samy se svou babičkou.
Po skončení války odešel Josef Filip z Národní banky do invalidního důchodu. Spolupracoval se švýcarskou firmou Longines, která vyráběla hodinky. Po nuceném vystěhování z Barrandova v září 1952 žila rodina nejdřív v Rumburku, poté v Černošicích v domku a později v hausbótu postaveném otcem.
Ludmila Filipová, rozená Syllabová, byla dcerou MUDr. Ladislava Syllaby, osobního lékaře a přítele prezidenta Masaryka, a sestrou lékaře Jiřího Syllaby.

### Po roce 1948
V září 1952 byla rodina Filipových ze svého domu vystěhována. Následujícího roku se do vily nastěhoval Bedřich Kozelka, představitel pražské organizace KSČ. Později ve vile sídlila Správa Svazu uranových dolů, poté ji získala Správa služeb diplomatického sboru.

### Po roce 1989
Po roce 1989 byla vila vrácena původním majitelům. Roku 2000 prošla kompletní rekonstrukcí včetně zateplení a výměny okenních a dveřních výplní. Její prvorepubliková podoba se tímto zásahem změnila.

## Popis
Dům na půdorysu písmene „L“ má plochou střechu, v místech setkání obou ramen je oblé schodiště. Tento schodišťový rizalit byl původně prosvětlen oblou prosklenou stěnou. Z uličního průčelí vystupuje přístavba garáže, na kterou navazuje vstup do domu krytý portikem. Při ulici je vila dvoupodlažní s minimem oken, směrem do zahrady třípodlažní. V zahradní části jsou hlavní obytné místnosti a je sem orientováno východní průčelí domu. Průčelí původně symetricky členila sestava špaletových oken. Pravoúhlý arkýř v prvním patře jižní části průčelí byl prosklený pásovým oknem. Jeho střechu tvořila pochozí terasa.